# Решітка Пеннета
Решітка Пенне́та — двомірна таблиця, що використовується для передбачення результатів певного схрещування. Названа на честь Реджинальда Пеннета, який уперше запропонував таку форму запису. Для побудови решітки Пеннета у клітинках по горизонталі відкладаються всі можливі типи гамет одного із батьківських організмів, а по вертикалі — іншого. На перетині записують відповідні комбінації цих гамет, що відображають потенційні типи зигот, які можуть виникнути із однаковою імовірністю. Таким методом можна оцінити співвідношення генотипових і фенотипових класів у потомстві, за умови, що генотипи батьківських особин у схрещуванні відомі.

## Моногібридні схрещування
У моногібридних схрещуваннях аналізується тільки одна ознака. Наприклад, якщо гібридизація відбувається між двома гетерозиготами (Aa), решітка Пеннета матиме такий вигляд (рожевим позначені класи потомства, у яких проявлятиметься домінантна ознака за умови повного домінування):
| ♀\♂ | A  | a  |
| A   | AA | Aa |
| a   | Aa | aa |

На основі побудованої решітки Пеннета можна зробити висновок, що у потомстві розщеплення за генотипом становитиме 1 домінантна гомозигота : 2 гетерозигота : 1 рецесивна гомозигота, а за фенотипом 3 із домінантною ознакою : 1 із рецесивною ознакою (за умови повного домінування), що відповідає другому закону Менделя.

## Дигібридні схрещування
Аналогічно будується решітка Пеннета і в тих випадках, коли аналізується одночасно кілька незчеплених генів. Наприклад, якщо аналізується успадкування кольору і зморшкуватості насіння горошку (A — жовті сім'ядолі, a — зелені, B — гладке насіння, b — зморшкувате), у випадку схрещування двох дигетерозигот, решітка Пеннета виглядатиме так:
Розщеплення за фенотипом серед потомства становитиме 9:3:3:1.